# 야마기시 노리히로
야마기시 노리히로(일본어: 山岸 範宏, 1978년 5월 17일 ~ )는 일본의 전 축구 선수이다.

## 구단 경력
그는 2001년부터 2018년까지 J리그의 우라와 레즈, 몬테디오 야마가타, 기라반츠 기타큐슈에서 활동하였다.